# Rudolf Saar (Höhlenforscher)
Rudolf Saar (ursprünglich Rudolf Freiherr von Saar, * 9. November 1886 in Rzeszów; † 27. Mai 1963) war ein österreichischer Pionier der Höhlenforschung.

## Leben
Nach der Mittelschulausbildung und einem Studium naturwissenschaftlicher Fächer über sechs Semester wandte sich Rudolf von Saar dem Studium der Rechtswissenschaften zu. Noch vor dem Ersten Weltkrieg kam er mit der Höhlenforschung in Berührung und war maßgebend an der Erforschung der Dachsteinhöhlen beteiligt. Auf seine Initiative wurde im Jahre 1913 die Sektion Niederösterreich des Vereines für Höhlenkunde in Österreich gegründet. In den Jahren 1917 und 1918 wurde ihm als Höhlenreferent der Generalstabsabteilung des 11. Armeekommandos an der Südtirolfront die Aufgabe zugeteilt die Aufnahme und Erforschung militärisch verwendbarer Höhlen durchzuführen.
Im Jahre 1921 erfolgte die Berufung ins Staatsamt für Land- und Forstwirtschaft und Saar war vor allem an der Österreichischen Höhlendüngeraktion beteiligt. Im selben Jahr wurde er mit der Verwaltung des Dachsteinhöhlenunternehmens betraut, in deren Rahmen er bis 1923 die Ausbau- und Erschließungsarbeiten leitete. Er trug wesentlich zum Entwurf des „Naturhöhlengesetzes“ (1928) und der darauf basierenden Verordnungen über das „Speläologische Institut“, die „Bundeshöhlenkommission“ und die „Höhlenführerprüfung“ bei. 
Durch die Annexion Österreichs im Jahre 1938 wurden seine Arbeiten jäh unterbrochen. Saar wurde 1940 in den Ruhestand versetzt.
1945 wurde er wieder ins Bundesministerium für Land- und Forstwirtschaft berufen und mit der Leitung der Agende Karst- und Höhlenwesen betraut. Im Jahre 1951 konnte er das neuerrichtete Speläologische Institut als Vorstand eröffnen. Im Jahre 1952 wurde Saar als Sektionschef der juristisch-legislativen Sektion des Bundesministeriums für Land- und Forstwirtschaft in den dauernden Ruhestand versetzt. In der Folge widmete er sich dem weiteren Ausbau des Spälologischen Institutes und leitete umfassende Forschungsarbeiten im Dachsteinstock ein.